# Église Saint-Dimitri de Novotcherkassk
Pour les articles homonymes, voir Église Saint-Dimitri.
L’église Saint-Dimitri ou église Saint-Dimitri-de-Thessalonique du cimetière (en russe : Кладбищенская церковь Димитрия Солунского) est une église orthodoxe de Novotcherkassk consacrée à Démétrios de Thessalonique située sur le territoire du cimetière municipal. Construite de 1857 à 1859 par l'architecte I. Walprede elle dépend du diocèse de Rostov et Novotcherkassk.

## Histoire
En 1810 une église en bois est consacré à Saint Dimitri sur le territoire du cimetière municipal de Novotcherkassk. Elle fonctionne jusqu’en 1861 quand elle est remplacée par une nouvelle église en pierre érigée de 1857 à 1859 sur l’initiative de l’ataman M. G. Khomoutov. L’architecte du nouveau bâtiment est Ivan Walprede.
À la différence de nombreuses autres églises l’église Saint-Dimitri resta en activité tout au long de la période soviétique.
En 1999 six nouvelles cloches sont installées dans le clocher.